# Кочубеевская сельская община
Кочубеевская сельская общи́на (укр. Кочубеївська сільська громада) — территориальная община в Бериславском районе Херсонской области Украины.
Административный центр — село Кочубеевка.
Население составляет 2898 человек. Площадь — 206,1 км².

## Населённые пункты
В состав общины входят 14 сёл:
- Заградовка
- Каменка
- Кочубеевка
- Красновка
- Никольское
- Наталино
- Новая Шестерня
- Новобратское
- Орлово
- Пригорье
- Ровнополье
- Розовка
- Светловка
- Свободное